# Фердинандо Ґаліані
Фердинандо Ґальяні (італ. Ferdinando Galiani; 2 грудня 1728, К'єті, Італія — 30 жовтня 1787, Неаполь, Італія) — італійський економіст і письменник епохи Просвітництва.

## Біографія
Народився в провінції К'єті (Італія) 1728 року. Навчався в Неаполі. Вже у 22-річному віці він написав два твори, які зробили його відомим далеко за межами Італії: перший — поема-жарт на смерть неапольського ката, другий — трактат «Про гроші» («Della moneta»). 1755 року Ґальяні отримав звання каноніка в Амальфі, а 1759 року був призначений спочатку секретарем неапольського посольства в Парижі, а наступного року став виконувати обов'язки посла; незабаром він відмовився від цієї посади, але залишився в Парижі. Тут він познайомився з енциклопедистами й багатьма видатними громадськими діячами, з якими потім листувався протягом багатьох років. Хоча на батьківщині Ґальяні обіймав високі посади, від'їзд із Парижа був для нього синонімом політичної та літературної смерті. В Італії він спілкувався з друзями, придбав роботи для свого музею та підтримував сиріт-племінниць. Помер Фердинандо Ґальяні в Неаполі 1787 року.

## Наукові праці
Свої економічні погляди Ґальяні висловив у двох фундаментальних працях: трактаті «Про гроші» («Della moneta») (1750) та «Діалогах про торгівлю зерном» («Dialogues sur le commerce des bleds») (1770).

##### «Про гроші»
У трактаті Ґальяні розглядає питання про вартість речей, про податки, грошові відсотки, позики, природу і походження банків, державні борги, вексельний курс та інші. Він заперечує думку, ніби висока вартість предметів є доказом бідності населення, а навпаки, стверджує, що, за винятком деяких надзвичайних випадків, висока вартість предметів свідчить про добробут і багатство країни. Він виступає також проти контролювання відсотків і рекомендує вважати монету товаром. Теорія вартості розглядається у зв'язку з корисністю із зазначенням на спадання граничної корисності і на еластичність попиту за ціною.

##### «Діалоги на зерновому ринку»
Перебуваючи на посаді посла, Ґальяні виступав проти великих суспільних бунтів, які, на його думку, спричиняють економічну катастрофу. Голодні бунти 1764 р., спричинені європейськими зерновими ембарго, викликали в Ґальяні почуття жаху. Як наслідок він написав працю «Діалоги про торгівлю зерном» (1770). Праця вийшла в Парижі (за деякими даними, у Лондоні) французькою мовою «Dialogues sur le commerce des bleds»; після цього про Ґальяні заговорили як про економіста. Водночас ця праця викликала чимало заперечень з боку фізіократів, принципи яких вона різко критикувала. («Діалоги» були відредаговані Дені Дідро і Ф.М. Гріммом). У «Діалогах» Ґальяні стверджував, що реалістична економічна політика базується на місцевих обставинах та потребах. Він виступав за регулювання торгівлі. Ця позиція була цілком протилежною до концепції фізіократів про вільне ринкове становище. Ґальяні не вирішує питання кшталтом абсолютної свободи торгівлі. У своєму листуванні він чітко зазначив свою точку зору: 
|  | Я нічого не маю проти свободи торгівлі і навіть схвалюю її, коли справа стосується грошей. Але хліб — предмет особливого роду; турбуватися про нього має поліція, а не торгівля |

Краща система в продовольчому питанні є відсутність будь-якої системи. Під час організації продовольчої справи не можна орієнтуватися на інші країни, бо кожна з них перебуває у своєрідних умовах. У малих державах з невеликою територією, але з великою кількістю мануфактур і ремесел, громадські магазини запасів, на думку Ґальяні, необхідні. Держави, середні за площею, Ґальяні поділяє на держави з родючими ґрунтами (Сицилія, Сардинія, Мілан) і неродючими (Голландія, Женева і т. ін.). Повна свобода торгівлі доречна в державах з неродючими ґрунтами. Виключно землеробські держави повинні постійно перебувати в жалюгідному стані економічного розвитку, оскільки тільки промисловість і морська торгівля складають основу багатства народів. Переваги Ґальяні в тому, що він, замість абсолютних принципів, шукає більш стійких опорних пунктів у вивченні досвіду, при цьому окреслює певні межі для державного втручання.
Успіху книги багато сприяли ще й такі чинники, як доступна мова та велика кількість дотепних критичних зауважень. «Діалоги» мали величезний вплив на суспільну думку того часу.
Проти Ґальяні виступило багато фізіократів: Дюпон де Немур, Мерсьє де Ларівьер, Бодо, Мореллі. Ґальяні був ображений цією полемікою і за посередництвом мадам д'Епіне та її коханого Грімма домігся конфіскації брошури Мореллі. Це спричинило сильне роздратування в таборі фізіократів.

## Внесок в економічну науку
Роботи та ідеї Ґальяні слугували основою італійської утилітарної традиції. Його послідовники зосередили свої дослідження на впливі державної фіскальної політики на економіку нації. Твори Ґальяні перекладено багатьма європейськими мовами. «Діалоги про торгівлю зерном» поміщені в «Collection des principaux Economistes», листування вченого також видавали багато разів. Фердинандо Ґальяні, якого Фрідріх Ніцше назвав найрозумнішою людиною XVIII століття, стверджував, що «від обробної промисловості можна чекати зцілення двох головних хвороб людства: забобонності й рабства».

## Праці
- Della moneta, 1750
- Dialogues sur les commerce des bleds, 1770
- Doveri dei prìncipi neutrali, 1782